# Marius Müller
 (août 2023).
Si vous disposez d'ouvrages ou d'articles de référence ou si vous connaissez des sites web de qualité traitant du thème abordé ici, merci de compléter l'article en donnant les références utiles à sa vérifiabilité et en les liant à la section « Notes et références ».
Marius Müller, né le 12 juillet 1993 à Heppenheim, est un footballeur allemand qui joue au poste de gardien de but à Schalke 04.

## Biographie
Marius Müller est formé au FC Kaiserslautern après avoir commencé le football au TV Lampertheim.
Il dispute son premier match professionnel le 11 mai 2014 face au Fortuna Düsseldorf, à l'occasion de la dernière journée de 2. Bundesliga (défaite 4-2).
Le 22 juin 2023, il s'engage en faveur de Schalke 04 jusqu'en juin 2025, après un passage de quatre saisons en tant que titulaire au FC Lucerne en Suisse.

## Statistiques
| Saison                | Club                     | Championnat           | Championnat | Championnat | Coupe(s) nationale(s) | Coupe(s) nationale(s) | Compétition(s) continentale(s) | Compétition(s) continentale(s) | Compétition(s) continentale(s) | Total | Total |
| Saison                | Club                     | Division              | M.          | B.          | M.                    | B.                    | Comp.                          | M.                             | B.                             | M.    | B.    |
| 2013-2014             | FC Kaiserslautern        | 2. Bundesliga         | 1           | 0           | -                     | -                     | -                              | -                              | -                              | 1     | 0     |
| 2014-2015             | FC Kaiserslautern        | 2. Bundesliga         | 6           | 0           | 2                     | 0                     | -                              | -                              | -                              | 8     | 0     |
| 2015-2016             | FC Kaiserslautern        | 2. Bundesliga         | 33          | 0           | 2                     | 0                     | -                              | -                              | -                              | 35    | 0     |
| Sous-total            | Sous-total               | Sous-total            | 40          | 0           | 4                     | 0                     | -                              | -                              | -                              | 44    | 0     |
| 2016-2017             | RB Leipzig               | Bundesliga            | -           | -           | -                     | -                     | -                              | -                              | -                              | 0     | 0     |
| 2017-2018             | FC Kaiserslautern (prêt) | 2. Bundesliga         | 32          | 0           | 1                     | 0                     | -                              | -                              | -                              | 33    | 0     |
| 2018-2019             | RB Leipzig               | Bundesliga            | -           | -           | -                     | -                     | C3                             | 1                              | 0                              | 1     | 0     |
| Sous-total            | Sous-total               | Sous-total            | 32          | 0           | 1                     | 0                     | -                              | 1                              | 0                              | 34    | 0     |
| 2019-2020             | FC Lucerne               | Super League          | 35          | 0           | 4                     | 0                     | C3                             | 4                              | 0                              | 43    | 0     |
| 2020-2021             | FC Lucerne               | Super League          | 34          | 0           | 5                     | 0                     | -                              | -                              | -                              | 39    | 0     |
| 2021-2022             | FC Lucerne               | Super League          | 26+2        | 0+0         | 2                     | 0                     | -                              | -                              | -                              | 30    | 0     |
| 2022-2023             | FC Lucerne               | Super League          | 25          | 0           | 2                     | 0                     | -                              | -                              | -                              | 27    | 0     |
| Sous-total            | Sous-total               | Sous-total            | 122         | 0           | 13                    | 0                     | -                              | 4                              | 0                              | 139   | 0     |
| 2023-2024             | Schalke 04               | 2. Bundesliga         | 6           | 0           | 1                     | 0                     | -                              | -                              | -                              | 7     | 0     |
| Sous-total            | Sous-total               | Sous-total            | 6           | 0           | 1                     | 0                     | -                              | -                              | -                              | 7     | 0     |
| Total sur la carrière | Total sur la carrière    | Total sur la carrière | 200         | 0           | 19                    | 0                     | -                              | 5                              | 0                              | 224   | 0     |